# Brian Duffy
Brian Duffy (Boston, 20 juni 1953) is een voormalig Amerikaans ruimtevaarder. Duffy zijn eerste ruimtevlucht was STS-45 met de spaceshuttle Atlantis en vond plaats op 24 maart 1992. Tijdens de missie werd onderzoek gedaan met behulp van ATLAS-1 (Atmospheric Laboratory for Applications and Sciences). 
Duffy maakte deel uit van NASA Astronaut Group 11. Deze groep van 13 astronauten begon hun training in juni 1985 en werden in juli 1986 astronaut. In totaal heeft Duffy vier ruimtevluchten op zijn naam staan, waaronder een missie naar het Internationaal ruimtestation ISS. In 2001 verliet hij NASA en ging hij als astronaut met pensioen. 